# 静升村拥翠巷巷门
静升村拥翠巷巷门位于中国山西省中部灵石县城南9公里处静升镇静升村。已列为灵石县文物保护单位。从清康熙年间起，王家致富后，开始大规模建造房屋。康熙三年（1664年）最早建造的就是拥翠巷建筑群。康熙十八年即1664年重修。